# Regierungskonferenz der Gebirgskantone

In der Regierungskonferenz der Gebirgskantone (RKGK) haben sich die Regierungen  der Kantone Uri (UR), Obwalden (OW), Nidwalden  (NW), Glarus (GL), Graubünden (GR), Tessin (TI) und Wallis (VS) zur gemeinsamen Vertretung in gebirgsspezifischen Fragen zusammengeschlossen. Die Konferenz wurde im Jahre 1981 gegründet. Sie ist entsprechend dem Landesanteil die grösste Regionalkonferenz der Gesamtfläche der Schweiz. Dem steht eine geringe Bevölkerungszahl von lediglich 13 % der Schweizer Bevölkerung gegenüber.

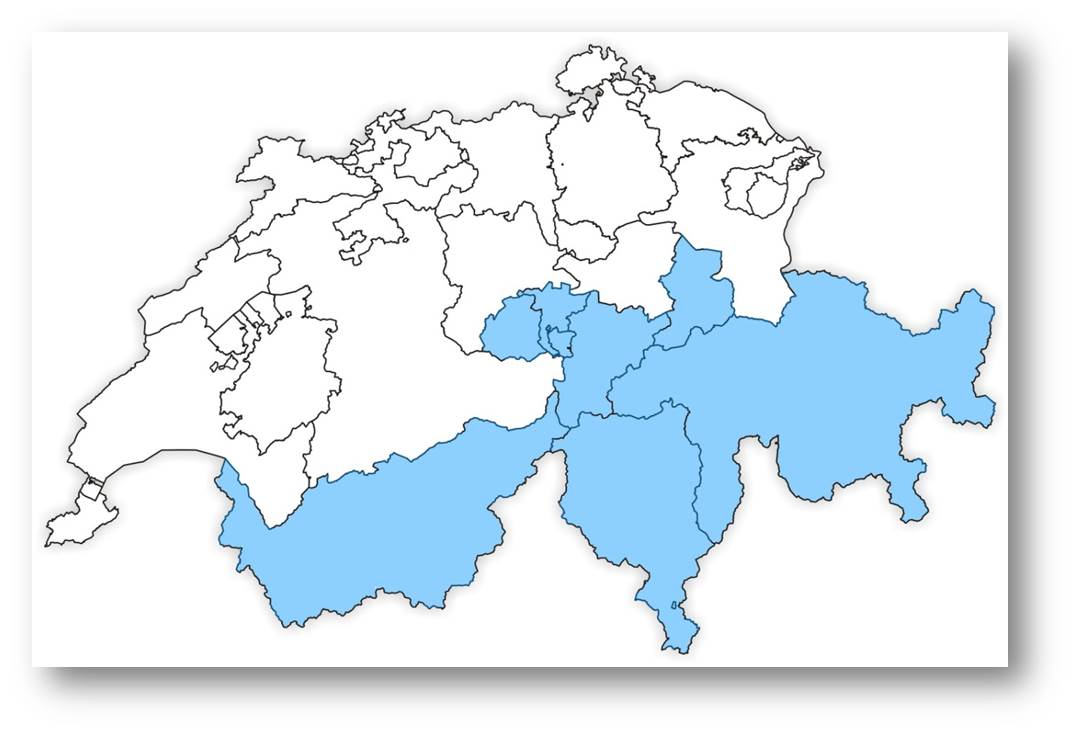
Übersichtskarte Mitgliederkantone Uri, Obwalden, Nidwalden, Glarus, Graubünden Tessin und Wallis

## Zweck
Nach der anfänglichen Beschränkung des Zwecks der Konferenz auf die Koordination von Fragen im Zusammenhang mit der Wasserkraftnutzung wurden die Arbeitsbereiche der RKGK ausgeweitet.
Gemäss Statuten bezweckt die RKGK heute:
- die Abstimmung und gemeinsame Vertretung ländlicher und gebirgsspezifischer Anliegen und Interessen gegenüber dem Bund, den Kantonen, den Verbänden und der Öffentlichkeit;
- eine wirksame Verdeutlichung des Nutzens der ländlichen Gebiete und der Berggebiete für den Zusammenhalt des gesamten Landes;
- eine effiziente Zusammenarbeit zwischen den kantonalen Verwaltungen mittels gegenseitiger Information über anstehende Herausforderungen für das ländliche Gebiet und das Berggebiet sowie mittels Erarbeitung gemeinsamer Lösungsansätze.

## Rechtsform und Organisation
Die RKGK ist als Verein organisiert. Das Präsidium wechselt zwischen den Kantonen.
Die Konferenz ist wie folgt organisiert: